# Hueyactétl
Hueyactétl är en ort i Mexiko.   Den ligger i kommunen Yahualica och delstaten Hidalgo, i den sydöstra delen av landet, 190 km norr om huvudstaden Mexico City. Hueyactétl ligger 215 meter över havet och antalet invånare är 123.
Terrängen runt Hueyactétl är huvudsakligen kuperad. Hueyactétl ligger nere i en dal. Runt Hueyactétl är det ganska tätbefolkat, med 96 invånare per kvadratkilometer. Närmaste större samhälle är Huejutla de Reyes, 19,4 km norr om Hueyactétl. I omgivningarna runt Hueyactétl växer i huvudsak städsegrön lövskog.